# اسلام در عراق
| مذاهب در عراق | مذاهب در عراق | مذاهب در عراق | مذاهب در عراق | مذاهب در عراق |
| ------------- | ------------- | ------------- | ------------- | ------------- |
| مذاهب         | مذاهب         |               | درصد          | درصد          |
| شیعه          | شیعه          |               | ۷۵٪           | ۷۵٪           |
| سنی           | سنی           |               | ۲۵٪           | ۲۵٪           |

تاریخ اسلام در عراق تقریباً به ۱۴۰۰ سال قبل یعنی پیدایش اسلام بر می‌گردد. مسلمانان عراق از دو سنت متمایز پیروی می‌کنند، اسلام شیعه (اکثریت در جنوب و شرق عراق) و سنی (اکثریت در شمال و غرب عراق).

## شهرهای مذهبی
عراق بسیاری از مسلمانان شیعه و سنی مذهب را در خود جای داده‌است. بغداد برای قرن‌ها قطب یادگیری و دانش اسلامی بود و پایتخت عباسیان بود. هرچند که پس دوران صدام و جنگ عراق قوا و زیرساخت‌های این کشور به طرز عمیقی آسیب دید. بغداد همچنین محل زندگی دو امام شیعه برجسته در آنچه به عنوان کاظمین عراق شناخته می‌شود، است. در نتیجه نبرد کربلا، در ۱۰ اکتبر ۶۸۰، شهر کربلا از برجستگی قابل توجهی در شیعه برخوردار است. به همین ترتیب، نجف به عنوان محل مقبره علی بن ابی‌طالب (مشهور به «امام علی») مشهور است، که شیعه وی را خلیفه صالح و امام اول می‌داند. این شهر اکنون یک مرکز بزرگ زیارتی از سراسر جهان اسلام شیعه است و تخمین زده می‌شود که فقط مکه و مدینه از زائران مسلمان بیشتری پذیرایی می‌کنند. شهر کوفه محل زندگی دانشمند مشهور ابوحنیفه بود که بسیاری از مسلمانان اهل سنت در سطح بین‌المللی پیرو مکتب وی هستند. کوفه همچنین در زمان علی بن ابی‌طالب پایتخت خلافت راشدین بود. به همین ترتیب، سامرا حرم عسکریین که شامل مقبره‌های علی النقی و حسن عسکری، امامان شیعه دهم و یازدهم و همچنین مقام المهدی است را نیز در خود جای داده است.

## جمعیت‌شناسی
جمعیت مسلمانان عراق ۶۴–۶۹٪ شیعه و ۲۹–۳۴٪ سنی مذهب هستند. کردهای عراق  ۹۵٪ سنی هستند و و کردهای فیلی عراق ۹۹٪ آنها شیعه می‌باشند. بیشتر کردها در نواحی شمالی کشور واقع شده‌اند، بیشتر آنها پیرو مکتب شافعی هستند.

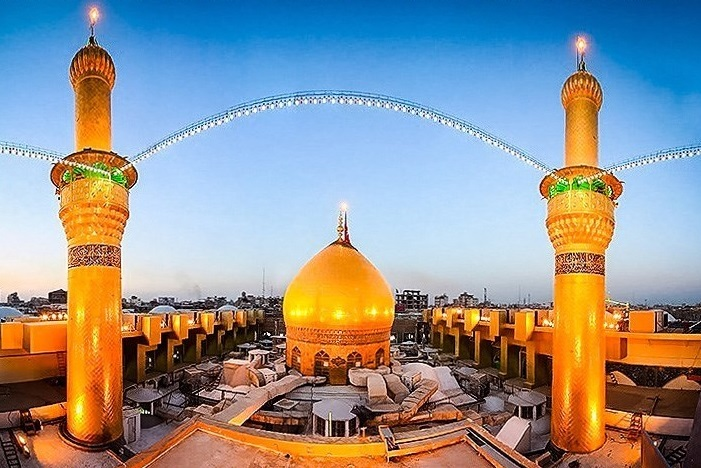
حرم امام حسین، کربلا
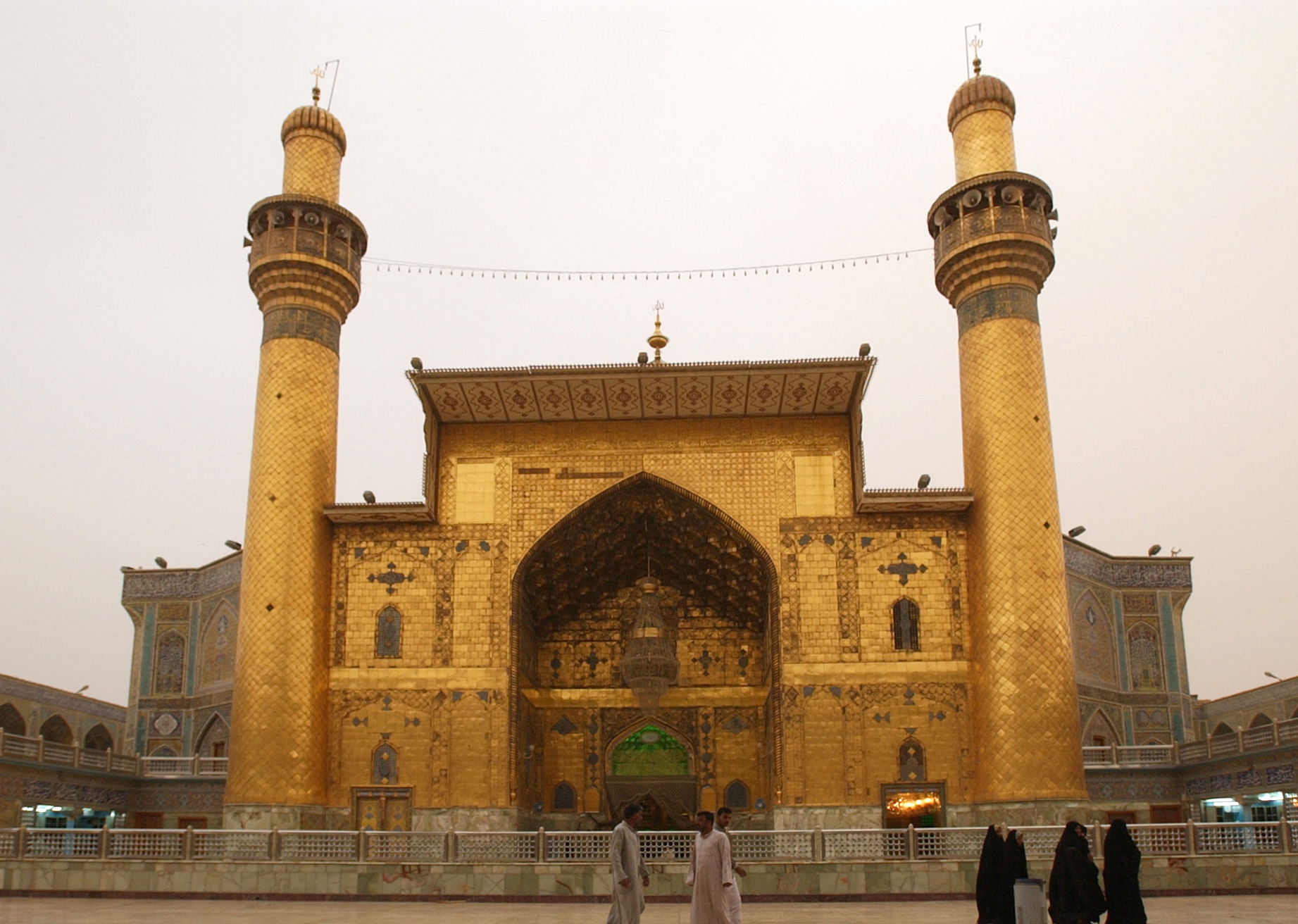
حرم علی بن ابی‌طالب، نجف